# جنرال المشاة (روسيا القيصرية)

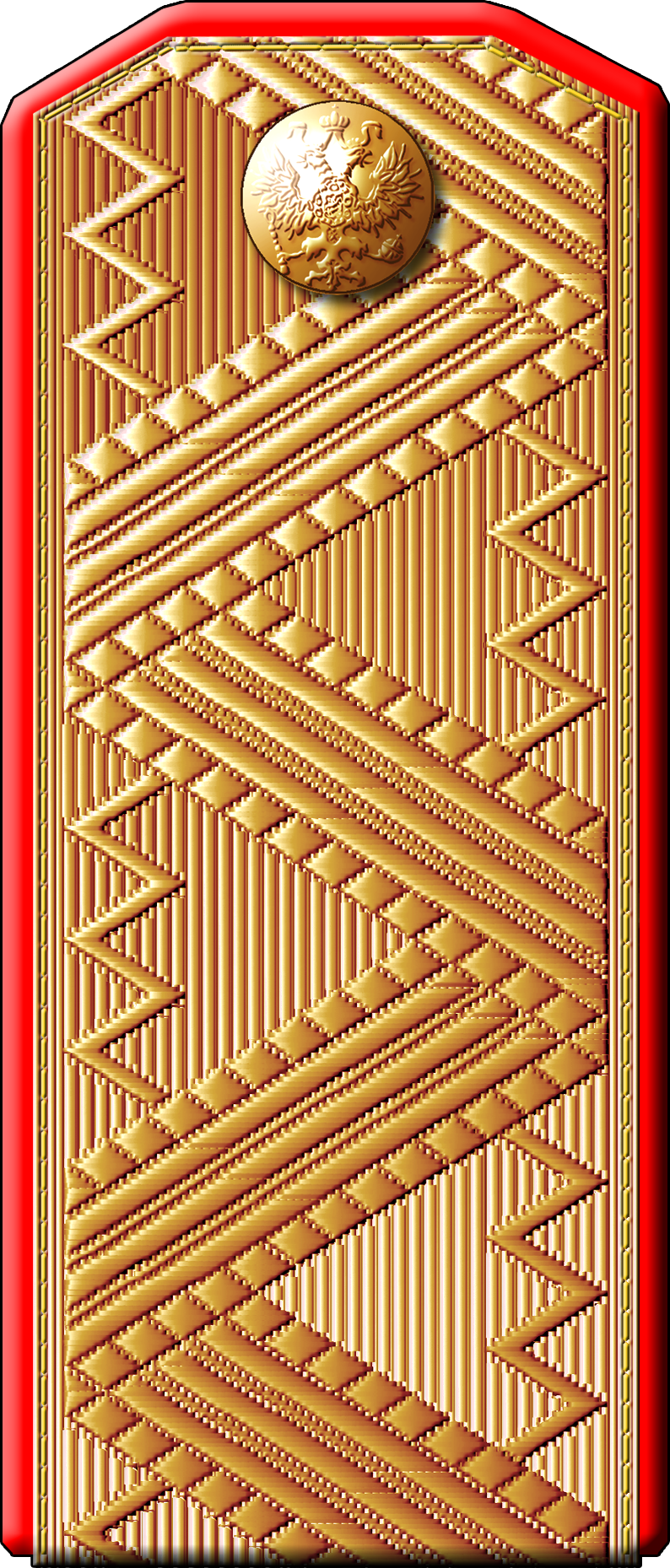
جنرال المشاة

جنرال المشاة (بالروسية: генера́л от инфанте́рии) هي رتبة عسكرية في الجيش الإمبراطوري الروسي، يسبق رتبة جنرال فيلد مارشال (بالروسية: генерал-фельдмаршал). وهي أعلى رتبة كان يبلغها ضابط المشاة في روسيا في الفترة من 1796 إلى 1917.